# 納羅克郡

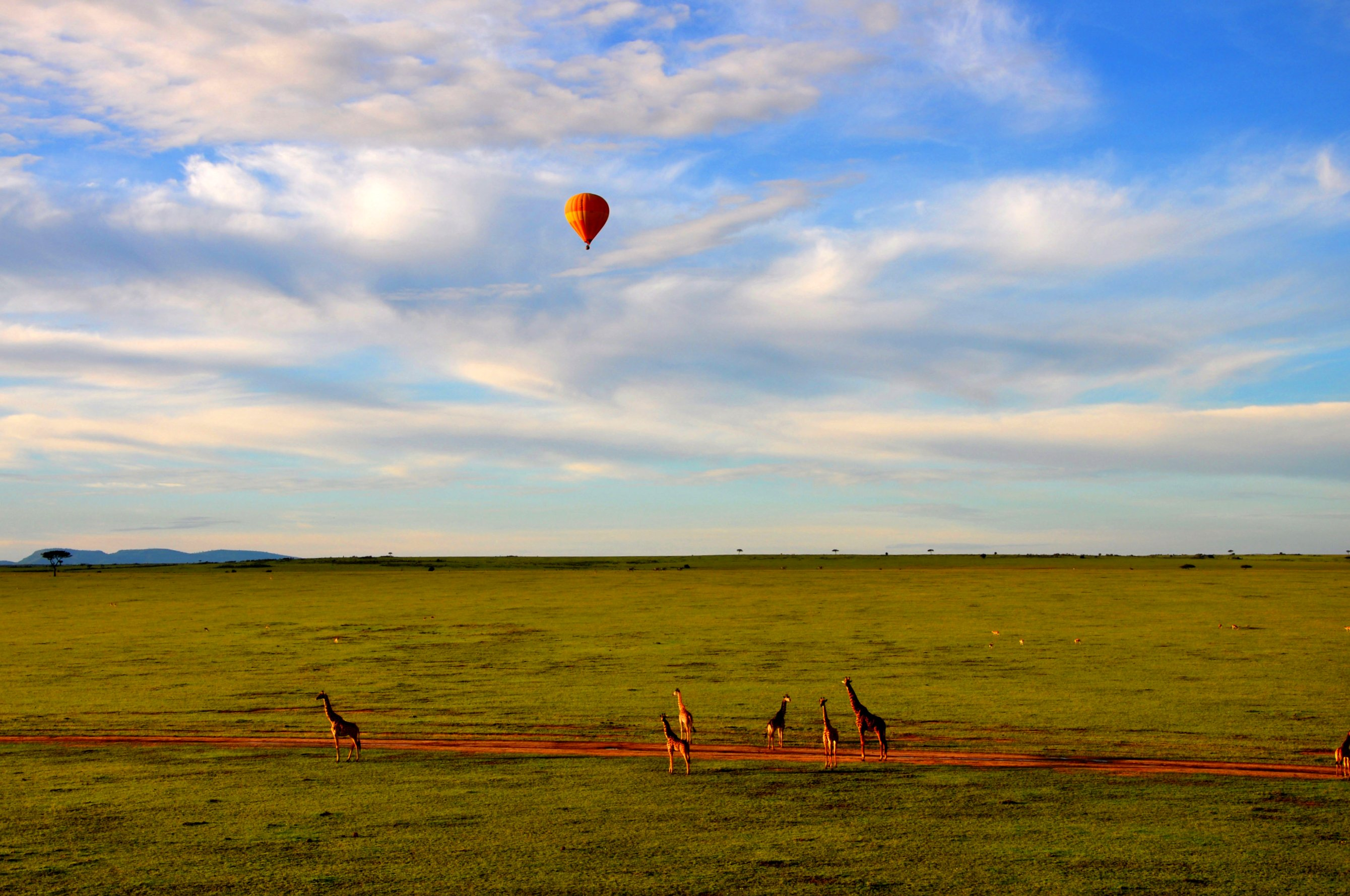

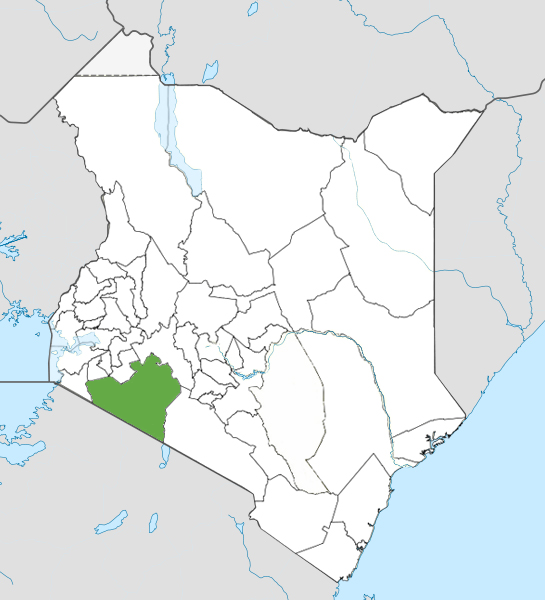

納羅克郡，是肯尼亞的一個郡，位於該國西部，由裂谷省負責管轄，首府設於納羅克，始建於2013年3月4日，面積17,921.2平方公里，2009年人口850,920，人口密度每平方公里4.79人。
1°15′S 35°37′E / 1.250°S 35.617°E